# Ausgeglichener Winkelverbund
Der Ausgeglichene Winkelverbund ist ein Verbund aus zwei unidirektionalen Schichten eines Faser-Kunststoff-Verbunds. Die unidirektionalen Schichten haben den gleichen Betrag des Faserwinkels, jedoch unterschiedliche Vorzeichen. Die Schichtdicken der unidirektionalen Schichten sind identisch.
Der ausgeglichene Winkelverbund wird mit AWV abgekürzt, gefolgt vom Betrag des Faserwinkels {\displaystyle \omega }. Er wird im Englischen als Balanced Ply Laminate bezeichnet.
In der Wickeltechnik und Netztheorie spielt der Ausgeglichene Winkelverbund eine besonders große Rolle. Er findet sich auch in Multiaxialgelegen aus Geweben. Ausgeglichene Winkelverbunde in der Form des AWV45 finden als schubsteife Schichten Anwendung.
Der AWV45 ist ein Sonderfall eines Kreuzverbunds mit gleichen Schichtdicken.

## Einsatz ausgeglichener Winkelverbunde

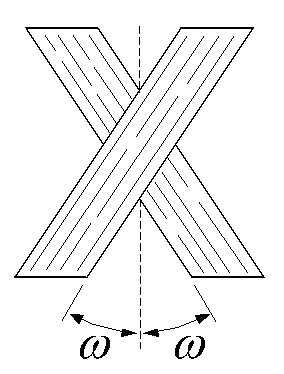
Skizze eines ausgeglichenen Winkelverbunds

Ausgeglichene Winkelverbunde entstehen bei der Ablage von Rovings in der Faserwickeltechnik. Über den Winkel des Winkelverbunds lassen sich der Elastizitätsmodul und der Schubmodul des Laminats in weiten Bereichen variieren, ohne dass es zur Anisotropie kommt. Daher kann er sehr flexibel eingesetzt werden.
Der AWV45 hat die maximale Schubsteifigkeit eines Zweischichtenlaminats bezüglich der Symmetrieachsen. Daher wird der AWV45 häufig in Schubstegen oder Antriebswellen eingesetzt. Eine günstige Variante, einen AWV45 zu erzeugen, ist die Verwendung eines ausgeglichenen Gewebes, des Kreuzverbunds. Dreht man das Gewebe um 45° um die Gewebenormale, erhält man einen AWV45.
Ausgeglichene Winkelverbunde werden, neben den Kreuzverbunden, zur Konstruktion eines quasiisotropen Schichtaufbaus (quasiisotropes Laminat) benötigt.

## Eigenschaften ausgeglichener Winkelverbunde
Der ausgeglichene Winkelverbund ist als Scheibe orthotrop. Die einzelnen aus den Orthotropieachsen gedrehten unidirektionale Schichten sind anisotrop. Durch den sich nur im Vorzeichen unterscheidenden Faserwinkel haben die Schiebungs-Dehnungs-Terme jedoch unterschiedliche Vorzeichen. Bei der Überlagerung der Elastizitätsgesetze beider unidirektionaler Schichten heben sich die Kopplungen auf. Die klassische Laminattheorie macht das Verschwinden der Schiebungs-Dehnungs-Kopplung deutlich.
Außerhalb der Symmetrieachsen ist der ausgeglichene Winkelverbund anisotrop.
Als Platte ist der zweischichtige, ausgeglichene Winkelverbund anisotrop. Er besitzt eine Biege-Drill- und eine Biege-Dehn-Kopplung. Dieser Nachteil kann durch eine symmetrische Schichtung oder einen feinschichtigen Aufbau verhindert werden. Durch den feinschichtigen Aufbau werden die statischen Momente klein und damit auch die Platten-Scheiben-Kopplung (siehe: klassische Laminattheorie). Der feinschichtige Aufbau ist im Besonderen bei gewickelten Bauteilen der Fall.

## Besondere Faserwinkel

### AWV45

Steifigkeiten eines ausgeglichenen Winkelverbunds über dessen Winkel

Der AWV 45 wird in schubbelasteten Bauteilen, wie gewickelten Antriebswellen, eingesetzt. Die besondere Eignung dieses Verbunds beruht auf der reinen Normalspannungsbelastung der Fasern. Die Matrix wird theoretisch nicht beansprucht.
Bei einem reinen Schubspannungszustand liegen die Hauptnormalspannungen um 45° zur Schubrichtung gedreht vor (siehe: Mohrscher Spannungskreis). Genau in diese Richtung verlaufen die Verstärkungsfasern im AWV45. 

### AWV54,7
Der AWV54,7 wird hauptsächlich bei innen- oder außendruckbelasteten Rohren oder Behältern eingesetzt. Das Hauptspannungsverhältnis in solchen Bauteilen ergibt sich aus der Kesselformel zu {\displaystyle {\frac {\sigma _{\rm {I}}}{\sigma _{\rm {II}}}}={\frac {1}{2}}}. Aus der Netztheorie berechnet sich daraus der Faserwinkel von {\displaystyle \arctan {\sqrt {2}}\approx 54{,}7^{\circ }}.
Die Druckbelastung kann bei einem AWV54,7 theoretisch ohne Beanspruchung der Matrix aufgenommen werden. Dies ist besonders für Rohre und Leitungen wichtig, die nur mit einer trockenen Faserwicklung versehen sind.